# حركة الثقافة الحرة
حركة الثقافة الحرة هي حركة اجتماعية تعزز حرية توزيع وتعديل أعمال الناس الإبداعية في شكل محتوى مجاني أو محتوى مفتوح، دون تعويض أو موافقة أصحاب الأعمال، عبر استخدام الإنترنت والوسائل الإعلامية الأخرى.
تعترض الحركة على القوانين التي تعتبرها صارمة في تقييد حقوق التأليف والنشر. يرى العديد من أعضاء الحركة أن مثل هذه القوانين تعيق الإبداع، ويُطلقون على نظامها اسم «ثقافة التصريح».
تتفق حركة الثقافة الحرة، مع قيمها التي تدعم التبادل الحر للأفكار، مع حركة البرمجيات الحرة والمفتوحة المصدر، وذلك بالإضافة إلى الحركات والفلسفات الأخرى مثل الوصول المفتوح (الحر)، وثقافة الريمكس، وثقافة الهاكر، وحركة الوصول إلى المعرفة، وحركة الحقوق المتروكة وحركة الملكية العامة.

## تاريخ

### الأسلاف
أسس ستيوارت براند مجلة هول إيرث كتالوغ في أواخر ستينيات القرن الماضي، وجادل بأن التكنولوجيا يمكن أن تكون محررة وليست قمعية. صاغ شعار «تريد المعلومات أن تكون حرة» في عام 1984 ضد تقييد الرقابة الحكومية لحرية تداول المعلومات، وذلك عبر منعها الملكية العامة للمعلومات.

### خلفية تشكيل حركة الثقافة الحرة
أقر الكونغرس الأمريكي مشروع قانون سوني بونو لتمديد مدة حقوق التأليف والنشر في عام 1998، والذي وقع عليه الرئيس كلينتون ليصبح قانونًا رسميًا. مدد التشريع حماية حقوق التأليف والنشر لمدة عشرين سنة إضافية، مؤديًا ذلك إلى تمديد ضمان حقوق التأليف والنشر لمدة سبعين عامًا بعد وفاة الكاتب. ضغطت شركات الموسيقى والأفلام مثل ديزني بشدة على مشروع القانون، وأُطلِق عليه اسم قانون حماية ميكي ماوس. يدعي لورانس ليسيج أن حقوق التأليف والنشر هي عقبة أمام الإنتاج الثقافي ومشاركة المعرفة والابتكار التكنولوجي، وأن المصالح الخاصة، على عكس الصالح العام، تحدد القانون. سافر إلى البلاد في عام 1998، وألقى حوالي مئة خطاب سنويًا في حرم الجامعات، وأطلق شرارة الحركة. أدى ذلك إلى تأسيس حركة طلاب الثقافة الحرة في كلية سوارثمور.
طعن ليسيج في قانون بونو في عام 1999، ورفع القضية إلى المحكمة العليا الأمريكية. لم يحصل ليسيج إلا على صوتين معارضين من القاضيين ستيفن براير وجون بول ستيفنز، واستشهد بلغة الدستور الواضحة حول مدة حقوق التأليف النشر «المحدودة» على الرغم من إيمانه الراسخ بالفوز.

### منظمة المشاع الإبداعي
أطلق ليسيج منظمة المشاع الإبداعي في عام 2001، وهي نظام ترخيص بديل «بعض الحقوق محفوظة» لنظام حقوق المؤلف الافتراضية «جميع الحقوق محفوظة». يركز ليسيج على تحقيق توازن عادل بين مصلحة الجمهور في استخدام الأعمال الإبداعية الصادرة والمشاركة فيها، والحاجة إلى حماية العمل، والتي لا تزال تتيح ثقافة الريمكس «القراءة والكتابة».
استُخدِم مصطلح «الثقافة الحرة» في الأصل منذ عام 2003 خلال القمة العالمية حول مجتمع المعلومات لتقديم أول ترخيص مجاني للإبداع الفني بشكل عام؛ وبدأه فريق عمل كوبيليفت (الحقوق المتروكة) في فرنسا منذ عام 2001 (وأُطلِق عليه اسم رخصة الفنون الحرة). طوِّر المصطلح بعد ذلك في كتاب الثقافة الحرة للورانس ليسيج لعام 2004.
أعلن مشروع المحتوى المفتوح (الحر) في أغسطس عام 2003، وهو مشروع مبدع أسسه ديفيد إيه. وايلي في عام 1998 عن المشاع الإبداعي كمشروع لاحق بإدارة وايلي.

### «تعريف الأعمال الثقافية الحرة»
انتقد إريك مولر وبنجامين ماكو هيل المشاع الإبداعي بين عامي 2005-2006 داخل حركة الثقافة الحرة لافتقاره إلى المعايير الدنيا للحرية. تأسس بعد ذلك «تعريف الأعمال الثقافية الحرة» كعمل تعاوني للعديد، بما في ذلك إريك مولر ولورانس ليسيج وبنجامين ماكو هيل وريتشارد ستولمن. لاقت العديد من تراخيص المشاع الإبداعي للأعمال الثقافية الحرة الموافقة في فبراير عام 2008، وبالتحديد تراخيص النسبة والنسبة-الترخيص بالمثل (ولاحقًا الرخصة زيرو أيضًا)؛ ولم تلقى تراخيص المشاع الإبداعي مع القيود على الاستخدام التجاري أو الأعمال المشتقة الموافقة.
وصفت مؤسسة المعرفة المفتوحة في أكتوبر عام 2014 تعريفها لكلمة «مفتوحة»، للمحتوى المفتوح والمعرفة المفتوحة، كمرادف للحرة في «تعريف الأعمال الثقافية الحرة»؛ وأشارت إلى أن كلاهما متجذر في تعريف المصدر المفتوح وتعريف البرمجيات الحرة. يوصى بنفس تراخيص المشاع الإبداعي الثلاثة للمحتوى الحر والمفتوح، مثل رخصة النسبة والنسبة-المثل والزيرو. حددت مؤسسة المعرفة المفتوحة ثلاثة تراخيص مخصصة إضافية للبيانات وقواعد البيانات، والتي لم تكن متوفرة سابقًا، وهي رخصة وتقديم الملكية العامة للبيانات المفتوحة، ورخصة إسناد مشاع البيانات المفتوحة ورخصة قاعدة البيانات المفتوحة.

## القبول

### شك مؤسسة البرمجيات الحرة
لم يرى ريتشارد ستولمن، مؤسس مؤسسة البرمجيات الحرة، في البداية أهمية الأعمال الحرة خارج نطاق البرمجيات. ذكر ستولمن في تسعينيات القرن العشرين مثالًا على الأدلة والكتب:
لا أعتقد، كقاعدة عامة، أنه من الضروري أن يحصل الأشخاص على إذن لتعديل جميع أنواع المقالات والكتب. ليس بالضرورة أن تكون مشاكل الكتابة مشابهة لتلك المتعلقة بالبرمجيات. لا أعتقد مثلًا أنك أو أنا ملزمين بإعطاء الإذن لتعديل مثل هذه المقالات التي تصف أفعالنا ووجهات نظرنا.
قال ستولمن في عام 1999 إنه لا يرى «ضرورة اجتماعية لتصميمات الأجهزة الحرة مثل ضرورة البرمجيات الحرة». جادل مؤلفون آخرون مثل جوشوا بيرس بأن هناك ضرورة أخلاقية للأجهزة مفتوحة المصدر؛ وخاصة فيما يتعلق بالتكنولوجيا مفتوحة المصدر المناسبة للتنمية المستدامة.
غيّر ستولمن في وقت لاحق موقفه بشكل طفيف، ودعا إلى المشاركة الحرة للمعلومات في عام 2009. علق في عام 2011 على اعتقال مؤسس شركة ميغا أبلود، وقال: «أعتقد أن جميع الأعمال المخصصة للاستخدامات العملية يجب أن تكون حرة، ولكن هذا لا ينطبق على الموسيقى، لأن الموسيقى تهدف إلى التقدير، وليس للاستخدام العملي». ميز ستولمن ثلاث فئات، فيجب أولًا أن تكون الأعمال ذات الاستخدام العملي حرة، ويجب أن تكون الأعمال التي تمثل وجهات نظر قابلة للمشاركة ولكن غير قابلة للتغيير، ويجب أن تكون الأعمال الفنية أو الترفيهية محمية بحقوق التأليف والنشر (ولكن لمدة 10 سنوات فقط). قال ستولمن في مقال في عام 2012 إن ألعاب الفيديو يجب أن تكون حرة كبرامج ولكن ليس كعمل فني. دافع ستولمن في عام 2015 عن تصميمات الأجهزة الحرة (الأجهزة مفتوحة المصدر).

### مؤيدو حقوق النشر
يأتي النقد الصريح ضد حركة الثقافة الحرة من مؤيدي حقوق التأليف والنشر.
يناقش الموسيقار والتقني البارز جارون لانييه هذا المنظور للثقافة الحرة في كتابه لعام 2010 بعنوان أنت لست أداة. تشمل مخاوف لانييه نزع الطابع الشخصي عن وسائل الإعلام المجهولة المصدر (مثل ويكيبيديا) والكرامة الاقتصادية للفنانين المبدعين من الطبقة الوسطى.
ينتقد أندرو كين، أحد منتقدي ويب 2.0، بعض أفكار الثقافة الحرة في كتابه بعنوان عبادة الهواة واصفًا ليسيج بأنه «شيوعي الملكية الفكرية».
يُعزى تراجع الحصة السوقية لصناعة الإعلام الإخباري إلى الثقافة الحرة، ولكن الباحثين، مثل كلاي شيركي، يزعمون أن السوق نفسه، وليس الثقافة الحرة، هو ما يقتل صناعة الصحافة.

## اقرأ أيضا
- الحقوق المتروكة
- حركة البرمجيات الحرة
- مؤسسة البرمجيات الحرة
- محتوى حر

## وصلات خارجية
- موقع لكتاب عن الثقافة الحرة (بالإنجليزية)
- ليبرفيس، مشروع لبناء مجتمع للثقافة المفتوحة على الإنترنت (بالإنجليزية)